# ارنسگادن
ارنسگادن (به آلمانی: Ernsgaden) یک شهر در آلمان است که در بایرن واقع شده‌است.

## خصوصیات
ارنسگادن ۷٫۴۱ کیلومترمربع مساحت دارد ۳۱۶ متر بالاتر از سطح دریا واقع شده‌است.